# دافيدي بوتوني
دافيدي بوتوني (بالإيطالية: Davide Bottone)‏ (11 أبريل 1986 ببييلا في إيطاليا - ) هو لاعب كرة قدم إيطالي في مركز الوسط. شارك مع منتخب إيطاليا تحت 15 سنة لكرة القدم ومنتخب إيطاليا تحت 16 سنة لكرة القدم ومنتخب إيطاليا تحت 17 سنة لكرة القدم ومنتخب إيطاليا تحت 21 سنة لكرة القدم. أما مع النوادي، فقد لعب مع سي إف آر كلوج ونادي تورينو ونادي فاريسي ونادي فروسينوني ونادي فيتشينزا وجونيور بييلا ليبرتاس وسسارة توريس ‏.

## روابط خارجية
- دافيدي بوتوني على موقع إي إس بي إن إف سي (الإنجليزية)
- دافيدي بوتوني على موقع قاعدة بيانات كرة القدم.إي يو (الإنجليزية)
- دافيدي بوتوني على موقع Soccerway.com (الإنجليزية)